# Petra Schürmann
 (octobre 2010).
Si vous disposez d'ouvrages ou d'articles de référence ou si vous connaissez des sites web de qualité traitant du thème abordé ici, merci de compléter l'article en donnant les références utiles à sa vérifiabilité et en les liant à la section « Notes et références ».
Petra Schürmann, née le 15 septembre 1933 à Mönchengladbach et morte le 14 janvier 2010 à Starnberg (Bavière), est un mannequin et une actrice et présentatrice de télévision allemande. Elle a été Miss Monde en 1956.

## Biographie
Elle est la cadette d'une famille de trois enfants et grandit à Wuppertal, en Rhénanie du Nord, de l'enfance à l'adolescence. En 1953, à l'âge de vingt ans, elle emménage à Wipperfürth près de Bonn, pour faire des études d'histoire de l'art, puis déménage vers la banlieue de Munich, afin d'étudier la philosophie. 
En 1956, elle s'inscrit au concours de beauté Miss Allemagne ; elle y finit troisième dauphine, et pour retenter sa chance, elle désire représenter l'Allemagne à l'élection de Miss Monde 1956, dont elle est la première allemande à être couronnée. 
Dans les années 1960, Petra rentre dans la chaine de télévision nationale Bayerischer Rundfunk, réalisant son début de carrière, et devient rédactrice en chef du magazine local Münchner Merkur. 
Par la suite, elle présenta plusieurs émissions des chaines ARD et ZDF, comme Saturday Club, Tribunal de la circulation et, enfin, Nous en Bavière. 
En 1967, Petra met au monde une fille Alexandra Schürmann-Freund avec le médecin Gerhard Freund (1922-2008). À ce stade, Gerhard Freund est toujours marié à l'actrice Marianne Koch, avec qui il a deux fils. Après le divorce de Koch, Gerhard Freund et Schürmann se sont mariés en 1973. Petra prendra le nom de Schürmann-Freund. 
En 2001, Alexandra, sa fille, est morte d'un accident de voiture; Petra se retire en 2006 dans la vie publique. 
Après la mort de sa fille, elle publie un livre Et une nuit passe comme une année, et elle revient à l'écran quelques mois plus tard, sur des débats télévisés. 
Elle meurt le 14 janvier 2010, et repose à côté de son époux et de sa fille.